# Michel Knuysen
Michel Jules Lodewijk Knuysen, född 25 oktober 1929 i Wijnegem, död 6 maj 2013 i Antwerpen, var en belgisk roddare.
Knuysen blev olympisk silvermedaljör i tvåa utan styrman vid sommarspelen 1952 i Helsingfors.